# Physics and Astronomy Classification Scheme
Physics and Astronomy Classification Scheme, PACS (System klasyfikacji badań w fizyce i astronomii) – jest systemem klasyfikacji literatury naukowej i badań w zakresie fizyki, astronomii i dyscyplin pokrewnych. Opracowany w latach 70. XX wieku przez Amerykański Instytut Fizyki (American Institute of Physics, AIP) jako hierarchicznym zbiór kodów, został następnie przyjęty przez wiele międzynarodowych czasopism naukowych, w tym m.in. serię wydawnictw Physical Review (od 1975).

## Przykład
Kod PACS 24.60.Lz (Chaos w układach jądrowych) odpowiada następującym poziomom hierarchii:
- 20 - Fizyka jądrowa
- 24 - Reakcje jądrowe
- 24.60 - Teoria statystyczna i fluktuacje
- 24.60.Lz - Chaos w układach jądrowych

## Zamrożenie aktualizacji
Do 2010 PACS był aktualizowany na bieżąco, a nowe wersje były ogłaszane co dwa lata. W 2010 roku wstrzymano wszelkie prace nad aktualizacją klasyfikacji, a wersja PACS 2010 została uznana za ostateczną. Decyzję uzasadniono obawami o sensowność kontynuowania tego rodzaju klasyfikacji w obliczu szybko zmieniających się trendów technologicznych (w tym wyszukiwania i indeksowania zasobów elektronicznych) i badawczych. Pomimo tego system PACS jest wciąż używany przez wiele czasopism naukowych i jest publicznie dostępny na stronie AIP.